# Llac Sabine
El Llac Sabine és un estuari d'aigua salada de 90.000-acre (36,000 ha) de la línia divisòria entre Texas i Louisiana. El llac, d'unes 14 milles (23 km) de llarg i 7 milles (11 km) d'ample, és format per la confluència dels rius Neches i Sabine. A través de la seva presa de corrent de 5 milles (8 km) de llarg, el Pas Sabine, el Llac Sabine drena unes 50.000 milles quadrades (100,000 km²) def Texas i Louisiana al Golf de Mèxic. Els territoris que fiten el llac són el Comtat de Jefferson (Texas), el Comtat d'Orange (Texas), i la Parròquia de Cameron (Louisiana). La ciutat de Port Arthur (Texas) i la ciutat de Groves (Texas) comparteixen de línia de costa amb el llac.